# Bremia macrofilum
Bremia macrofilum är en tvåvingeart som beskrevs av Ephraim Porter Felt 1919. Bremia macrofilum ingår i släktet Bremia och familjen gallmyggor.
Artens utbredningsområde är Filippinerna. Inga underarter finns listade i Catalogue of Life.